# 臺北市立內湖高級中學

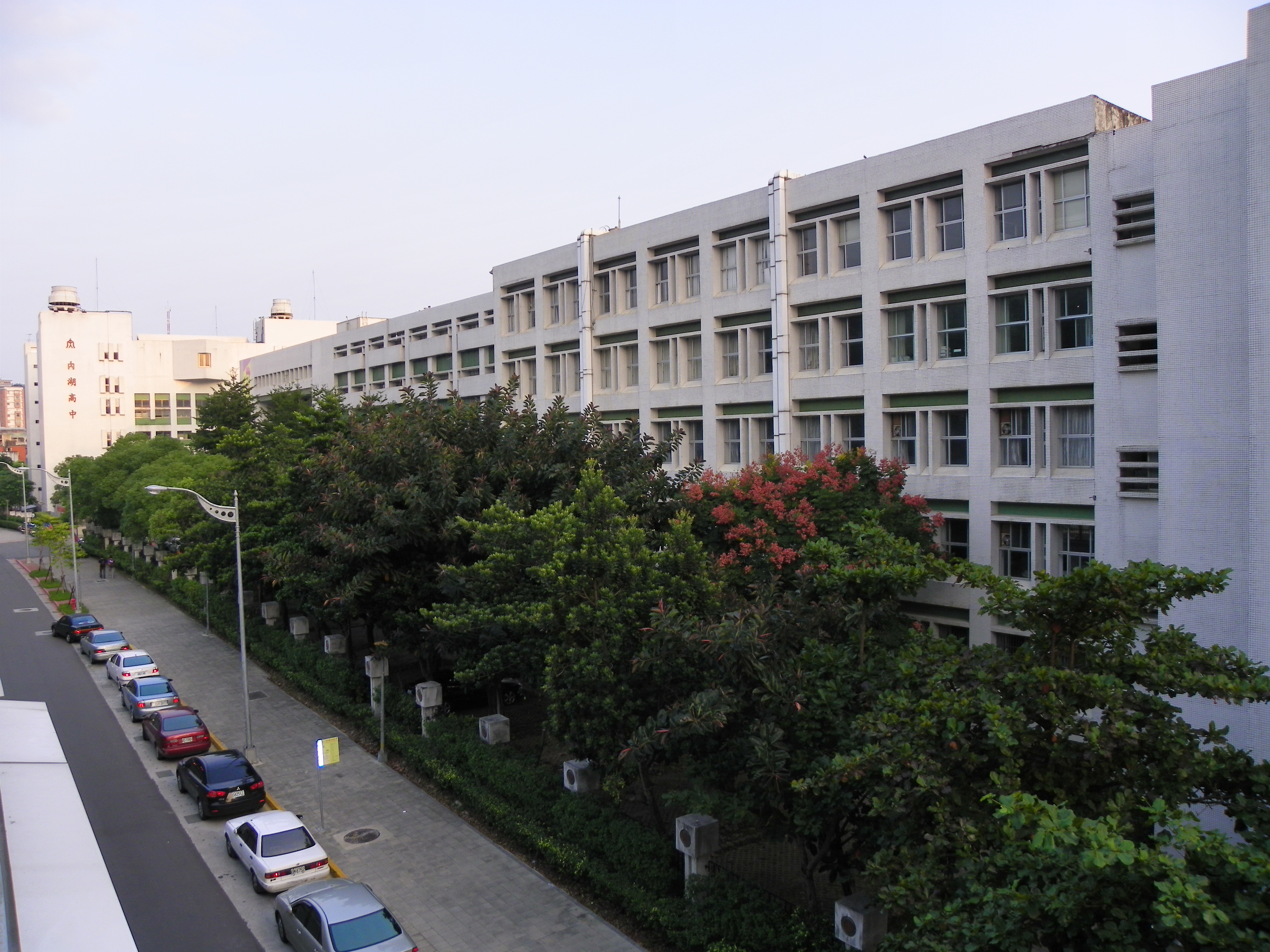
臺北市立內湖高級中學。

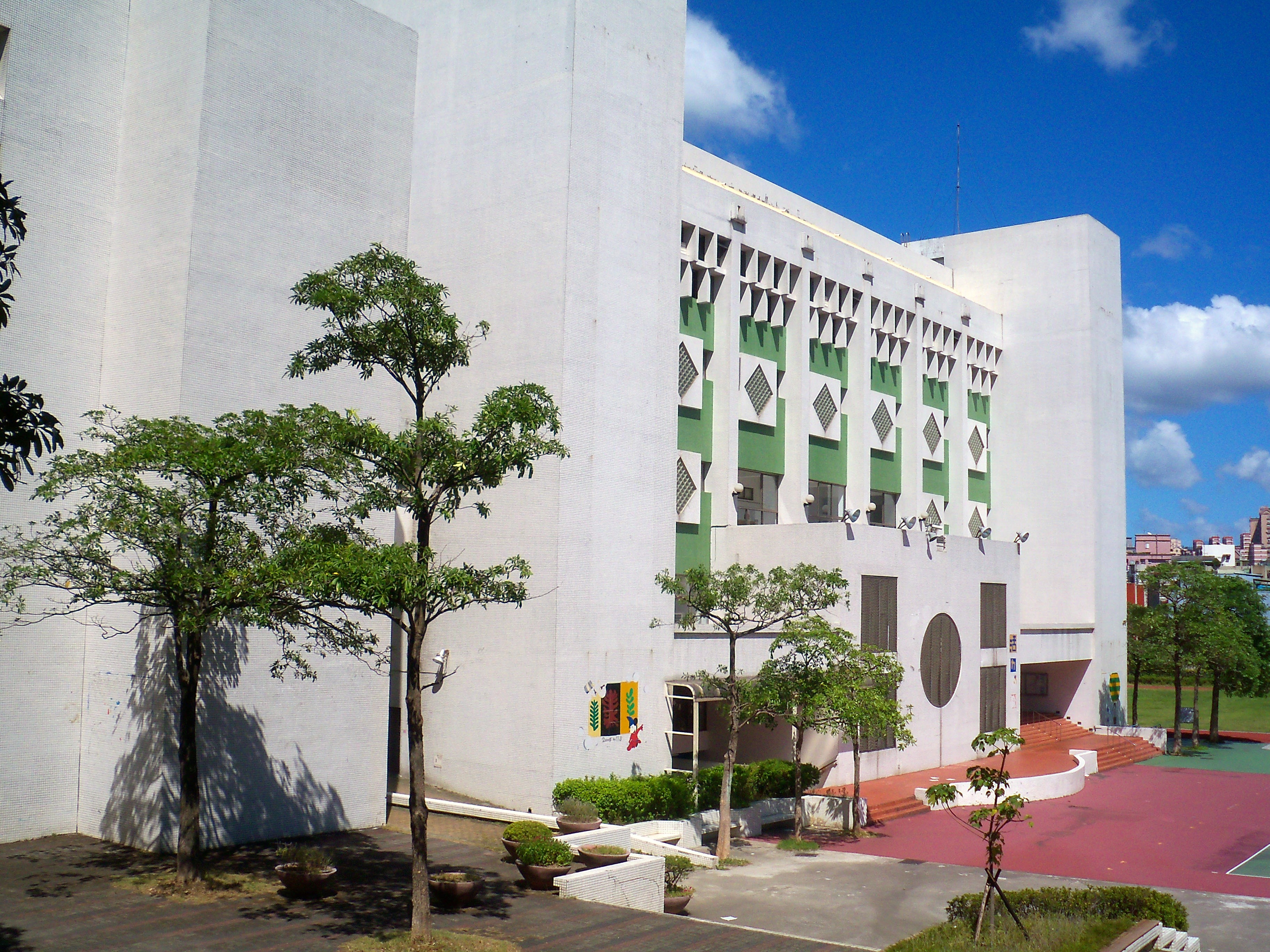
內湖高中學生活動中心。

臺北市立內湖高級中學（英語：Taipei Municipal Neihu High School，縮寫NHSH），簡稱內湖高中、內中，為一所公立普通型高級中等學校。

## 校史
於1987年9月將第一期工程（行政大樓與第三、四棟教學大樓）減項發包，完成招標作業。1988年8月1日學校正式成立，林煇擔任首任校長，同年9月招收第一屆新生18班。學校前三屆男、女學生各9班，平均每班人數逾56人，最高達64人；第四屆起增為20班，男、女學生各10班。第一屆學生因校舍工程尚未完工，乃洽借鄰近的三民國中和西湖國中兩校部份教學場地，以供學生上課學習，一年之後於1989年9月返回新建落成的校舍。

## 校長
| 任期     | 姓名   | 任職期間                     | 備註                                                                                                |
| -------- | ------ | ---------------------------- | --------------------------------------------------------------------------------------------------- |
| 籌備主任 | 林煇   | 1986年8月1日～1988年7月31日  | 自臺北市立介壽國民中學校長轉任                                                                      |
| 第一任   | 林煇   | 1988年8月1日～1996年7月31日  | 臺北市立內湖高級中學第一任校長，於1996年轉任中山女高                                                |
| 第二任   | 葉文堂 | 1996年8月1日～2001年7月31日  | 首位遴選校長，自臺北市立松山高級中學(1989-1996)轉任，於2001年屆齡退休                               |
| 第三任   | 林信耀 | 2001年8月1日～2007年2月11日  | 原教育局督學，後奉派轉任臺北市教師研習中心主任。                                                    |
| 代理校長 | 吳正東 | 2007年2月12日～2007年7月31日 | 教務主任代理校長                                                                                    |
| 第四任   | 吳正東 | 2007年8月1日～2015年7月31日  | 原教務主任真除，首位由校內基層教師擔任的校長。 八年任期屆滿後退休，轉任臺北市私立奎山實驗高級中學。 |
| 第五任   | 周寤竹 | 2015年8月1日～2022年7月31日  | 自臺北市立育成高級中學(2011-2015)轉任，後轉任臺北市立景美女子高級中學。                             |
| 第六任   | 董家莒 | 2022年8月1日～               | 自臺北市立南湖高級中學(2015-2022)轉任。                                                             |

## 外部連結
- 官方网站
- https://www.facebook.com/nhshfans